# هونگ سونگ-نام
هونگ سونگ-نام (انگلیسی: Hong Song-nam; زاده ۲ اکتبر ۱۹۲۹ – درگذشته ۳۱ مارس ۲۰۰۹) سیاستمدار اهل کره شمالی بود. وی از ۵ سپتامبر ۱۹۹۸ تا ۳ سپتامبر ۲۰۰۴ نخست‌وزیر این کشور بود.
هونگ سونگ-نام در ۳۱ مارس ۲۰۰۹، در ۷۹ سالگی درگذشت.